# Cressier (Neuchâtel)
Cressier (toponimo francese) è un comune svizzero di 1 888 abitanti del Canton Neuchâtel.

## Geografia fisica

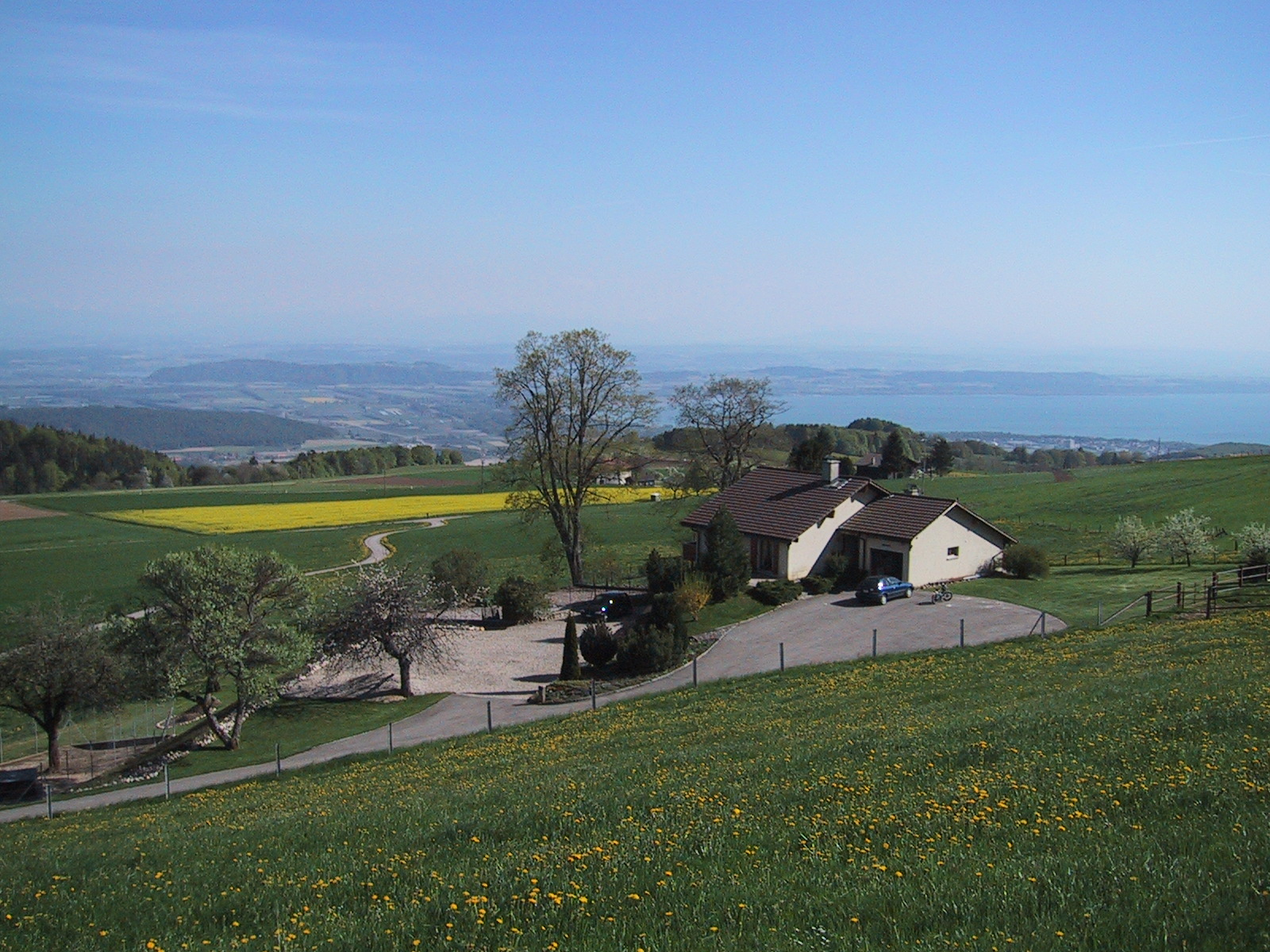
Campagna presso Cressier; sullo fondo il lago di Neuchâtel

Il territorio del comune di Cressier si estende ai piedi del massiccio del Giura presso la piana del fiume Thielle.

## Monumenti e luoghi d'interesse
- Chiesa cattolica di San Martino, attestata dal 1180 e ricostruita nel 1872[3];
- Castello di Cressier (Château de Cressier);
- Sito archeologico di Vieille Thielle della cultura di Hallstatt[3].

## Società

### Evoluzione demografica
L'evoluzione demografica è riportata nella seguente tabella:
Abitanti censiti

## Economia
L'economia locale si basa prevalentemente sul settore primario (viticoltura) e sull'industria.

## Infrastrutture e trasporti
Il comune di Cressier è servito dalla strada principale 5 e dalla stazione di Cressier NE sulla ferrovia Losanna-Olten.